# هنگامه مفید
هنگامه مفید (زادهٔ ۱ دی ۱۳۳۵) شاعر، ترانه‌سرا، نویسنده، بازیگر و کارگردان تئاترهای عروسکی و تئاترهای کودک و نوجوان و خوانندهٔ ترانه‌های کودکانه است.

## زندگی
هنگامه مفید ۱ دی سال ۱۳۳۵ در تهران متولّد شد. او فرزند غلامحسین مفید، هنرپیشه و کارگردان تئاتر، و قدسیه فریور، از اولین مدیرانِ زنِ آموزش‌وپرورش در ایران، است. او پیش از انقلاب به عنوان هنرپیشه در گروه حرفه‌ای تئاتر کانون پرورش فکری کودکان و نوجوانان با دان لافون و اردوان مفید همکاری می‌کرد.
هنگامه مفید دانش‌آموختهٔ هنرستان موسیقی و دانشسرای عالی هنر است. او کارشناسی ادبیات دراماتیک از دانشکده هنرهای دراماتیک و دانشکده هنرهای زیبای دانشگاه تهران دارد.
مجموعهٔ ترانه‌های کوچک برای بیداری که با اشعار و صدای او و کارگردانی بیژن مفید و آهنگ‌سازی یوسف شهاب در سال ۱۳۵۶ منتشر شد به دلیل قانون ممنوعیت انتشار صدای زن با عنوان «هنگامه یاشار» منتشر شد. بسیاری از ترانه‌های معروف کودکان نظیر «خوشحال و شاد و خندانم»؛ «ماه آسمون»؛ «یه روز آقا خرگوشه» نخستین بار در این آلبوم منتشر شدند. در سال‌های پس از انقلاب این آلبوم مجدداً توسط ناصر نظر، تنظیم، اجرا و ضبط شد. هنگامه مفید پس از انقلاب و در پی محدودیت‌های به‌وجود آمده برای زنان در صحنهٔ تئاتر فعالیت خود را روی نویسندگی، شاعری، صداپیشگی و کارگردانی تئاتر، تلویزیون و سینما متمرکز کرد و ده‌ها مجموعهٔ تلویزیونی را به عنوان نویسنده و کارگردان خلق کرد.
او دارای نشانِ درجهٔ یک از خانهٔ تئاتر است. همچنین، از مدیران انجمن نمایشگران عروسکی ایران است.

## خانواده
هنگامه مفید فرزند قدسیه فریور و غلامحسین مفید؛ همسر کامبیز صمیمی‌مفخم؛ و خواهر بیژن مفید، بهمن مفید، اردوان مفید و هومن مفید است.

## نمایش‌های عروسکی
| نمایش‌های عروسکی هنگامه مفید | نمایش‌های عروسکی هنگامه مفید         | نمایش‌های عروسکی هنگامه مفید | نمایش‌های عروسکی هنگامه مفید | نمایش‌های عروسکی هنگامه مفید | نمایش‌های عروسکی هنگامه مفید |
| سال                         | مجموعه عروسکی                       | شاعر                        | نویسنده                     | کارگردان                    | سایر سمت‌ها                  |
| --------------------------- | ----------------------------------- | --------------------------- | --------------------------- | --------------------------- | --------------------------- |
| ۱۳۸۹                        | سریال تلویزیونی «بچه‌های کوچه دوستی» |                             | آری                         | آری                         |                             |
| ۱۳۸۸                        | انیمیشن «قلقلی در سرزمین قِلَک‌ها»     |                             | آری                         | آری                         |                             |
| ۱۳۸۸                        | «سوتک و توتک»                       |                             | آری                         | آری                         |                             |
| ۱۳۸۸                        | «کوچه دوستی»                        |                             | آری                         | آری                         |                             |
| ۱۳۸۷                        | «چشم بلبلی»                         |                             | آری                         | فروزان زاهد بیگی            |                             |
| ۱۳۸۷                        | انیمیشن «ترمه، ترنج، گل افشان»      |                             | آری                         | آری                         |                             |
| ۱۳۸۷                        | «امین و مینا»                       |                             | آری                         | آری                         |                             |
| ۱۳۸۷                        | «مزرعه بی‌بی خانم» (سری دوم)         | آری                         | آری                         | آری                         |                             |
| ۱۳۸۵                        | «مزرعه بی‌بی خانم» (سری اول)         | آری                         | آری                         | آری                         |                             |
| ۱۳۸۴                        | «موش نمکی»                          | آری                         |                             | مرضیه محبوب                 | صدای عروسک                  |
| ۱۳۸۳                        | «ماجراهای تقی جان»                  | آری                         |                             | مرضیه محبوب                 | صدای عروسک                  |
| ۱۳۸۲                        | «رفوزه»                             | آری                         |                             | مرضیه محبوب                 | صدای عروسک                  |
| ۱۳۸۲                        | «پلیس کوچولو»                       | آری                         | آری                         | آری                         |                             |
| ۱۳۸۱                        | «دارا و سارا»                       | آری                         | آری                         | آری                         |                             |
| ۱۳۸۱                        | «آشپز کوچولو»                       | آری                         | آری                         | آری                         |                             |
| ۱۳۸۰                        | «قصه‌های شبانه»                      | آری                         | آری                         | آری                         |                             |
| ۱۳۷۹                        | «ماجراهای تقی جان»                  | آری                         |                             | حسن پورشیرازی               | صدای عروسک                  |
| ۱۳۷۷                        | «موسم گل»                           | آری                         | آری                         | آری                         |                             |
| ۱۳۷۷                        | «هوشی و کوشی و مامان»               |                             | آری                         | عادل بزدوده                 |                             |
| ۱۳۷۵                        | «آقای مبادا»                        | آری                         | آری                         | کامبیز صمیمی‌مفخم            |                             |
| ۱۳۷۴                        | «داداش و باباش»                     |                             | آری                         | کامبیز صمیمی‌مفخم            | صدای عروسک                  |
| ۱۳۷۳                        | «آب، آب، زندگی»                     | آری                         | آری                         | کامبیز صمیمی‌مفخم            |                             |
| ۱۳۷۲                        | «نازنین خانم»                       | آری                         | آری                         | رامین احمدی                 | صدای عروسک                  |
| ۱۳۷۱                        | «بیالوی آوازه خوان»                 | آری                         |                             | مرضیه برومند                | صدای عروسک                  |
| ۱۳۶۸                        | «السون و ولسون»                     |                             |                             | کامبیز صمیمی‌مفخم            | صدای عروسک                  |
| ۱۳۶۴–۶۵                     | «گنجشکک اشی‌مشی»                     |                             |                             | کامبیز صمیمی‌مفخم            | صدای عروسک                  |
| ۱۳۶۳–۶۴                     | «سقائک و شانه به سر دانا»           |                             |                             | ایرج طهماسب                 | صدای عروسک                  |
| ۱۳۶۳–۶۴                     | «ابر و باد و مه خورشید»             | آری                         | آری                         | کامبیز صمیمی‌مفخم            | صدای عروسک                  |
| ۱۳۶۳                        | «خونه مادربزرگه»                    | آری                         |                             | مرضیه برومند                | صدای عروسک                  |

## نمایش‌های تلویزیونی
| نمایش‌های تلویزیونی هنگامه مفید | نمایش‌های تلویزیونی هنگامه مفید  | نمایش‌های تلویزیونی هنگامه مفید | نمایش‌های تلویزیونی هنگامه مفید | نمایش‌های تلویزیونی هنگامه مفید | نمایش‌های تلویزیونی هنگامه مفید |
| سال                            | مجموعه                          | شاعر                           | نویسنده                        | کارگردان                       | سایر سمت‌ها                     |
| ------------------------------ | ------------------------------- | ------------------------------ | ------------------------------ | ------------------------------ | ------------------------------ |
| ۱۳۸۹–۱۳۹۱                      | آب‌پریا                          | آری                            |                                | مرضیه برومند                   | بازیگر                         |
| ۱۳۸۳                           | سریال «دربه‌درها»                | آری                            | آری                            | امیرحسین صدیق                  | گویندهٔ عروسکی                  |
| ۱۳۷۵–۱۳۷۶                      | تهران ۱۱- ۵۹۵ ج ۴۸              |                                |                                | مرضیه برومند                   | بازیگر                         |
| ۱۳۷۳                           | مجموعه «غلامحسین‌خان اصل تهرانی» | آری                            | آری                            | مرضیه برومند                   | آهنگ‌ساز                        |

## جوایز
- بزرگداشت و تقدیر در اختتامیهٔ بیست و یکمین جشنوارهٔ بین‌المللی تئاتر کودک و نوجوان ۱۳۹۳[۷][۸]
- تقدیر از پنجمین دورهٔ جایزهٔ ادبی پروین اعتصامی به خاطر تألیف کتاب «دختران باغ‌های قالی» - نشر نمایش ۱۳۹۱[۹]
- بزرگداشت در اختتامیهٔ چهاردهمین جشنوارهٔ بین‌المللی تئاتر عروسکی تهران ۱۳۹۱[۱۰]
- لوح سپاس و تندیس چهاردهمین جشنوارهٔ بین‌المللی تئاتر عروسکی تهران ۱۳۹۱[۱۱]
- لوح سپاس به دلیل شرکت در برنامهٔ پژوهشی «بررسی آثار کودکان و نوجوانان» – صداوسیما ۱۳۹۱[۱۱]
- جایزهٔ بخش بین‌الملل هجدهمین جشنوارهٔ تئاتر کودک و نوجوان به خاطر نمایشنامهٔ «دختران باغ‌های قالی» ۱۳۹۰[۱۲]
- لوح سپاس دوازدهمین جشنوارهٔ بین‌المللی عروسکی دانشجویان دانشگاه هنر ۱۳۹۰[۱۱]
- لوح سپاس چهارمین جشنوارهٔ تئاتر کودکان و نوجوانان «آفتاب‌گردان»، استان فارس – مرودشت ۱۳۹۰[۱۱]
- لوح تقدیر و تندیس هجدهمین جشنوارهٔ بین‌المللی تئاتر کودکان و نوجوانان همدان ۱۳۹۰[۱۱]
- جایزهٔ اول بهترین نمایشنامهٔ عروسکی برای کودکان و نوجوانان، از هجدهمین جشنوارهٔ بین‌المللی تئاتر کودکان و نوجوانان همدان ۱۳۹۰[۱۱]
- لوح سپاس از دومین جشنوارهٔ «غنچه‌های شهر»، به عنوان پیشکسوت خدمات اجتماعی و فرهنگی ۱۳۹۰[۱۱]
- لوح سپاس به دلیل شرکت در میزگرد پژوهشی دربارهٔ بررسی تئاتر کودکان و نوجوانان ۱۳۸۹[۱۱]
- لوح سپاس دهمین جشنوارهٔ بین‌المللی تئاتر عروسکی دانشجویان ۱۳۸۶[۱۱]
- نشان ویژهٔ خانهٔ تئاتر در چهارمین دورهٔ جشن‌های خانهٔ تئاتر ۱۳۸۶[۱۱]
- تندیس بهترین کارگردانی برنامهٔ عروسکی برای سریال «قصه‌های شبانه» از چهارمین جشنوارهٔ سیما ۱۳۸۲[۱۳]